# Лысогорка (Запорожская область)
Лысогорка (укр. Лисогірка) — село, Лысогорский сельский совет, Запорожский район, Запорожская область, Украина.
Код КОАТУУ — 2322184901. Население по переписи 2001 года составляло 1019 человек.
Является административным центром Лысогорского сельского совета, в который, кроме того, входят сёла Беленькое Первое и Каневское.

## География
Село Лысогорка расположено в 20 км от областного центра, на правом берегу реки Днепр, выше по течению на расстоянии в 2 км расположено село Каневское, ниже по течению на расстоянии в 2,5 км расположено село Беленькое Первое. Рядом проходит автомобильная дорога Т-0806.
Вдоль побережья прерывистой полосой тянутся так называемые Днепровские плавни - остатки легендарного Великого Луга. Многочисленные островки, пойменные озера и протоки служат местом гнездования и отдыха во время сезонных миграций водоплавающих и лесных видов птиц, в том числе редких, занесенных в Красную книгу МСОП и другие природоохранные документы. В плавнях встречается ряд раритетных и реликтовых видов растений, занесенных в Красную и Зеленую книгу Украины.

## История
- 1930 год — дата основания.

## Экономика
- «Лысогорская», агрофирма, ООО.

## Объекты социальной сферы
- Школа.

## Достопримечательности
- Лысая гора, которая пользуется мистической славой.